# Amesotropis
Amesotropis is een geslacht van rechtvleugeligen uit de familie veldsprinkhanen (Acrididae). De wetenschappelijke naam van dit geslacht is voor het eerst geldig gepubliceerd in 1893 door Karsch.

## Soorten
Het geslacht Amesotropis omvat de volgende soorten:
- Amesotropis basilewskyi Dirsh, 1961
- Amesotropis desaegeri Dirsh, 1964
- Amesotropis valga Karsch, 1893